# 遊佐比子インターチェンジ
遊佐比子インターチェンジ（ゆざひこインターチェンジ）は、山形県飽海郡遊佐町比子服部興野にある日本海東北自動車道のインターチェンジである。
国土交通省 東北地方整備局 酒田河川国道事務所により、当ICを含む酒田みなとIC - 遊佐鳥海IC間は、新直轄区間で整備が進められた。開通当初は暫定的に酒田方面出入口として供用されていたが、遊佐比子IC - 遊佐鳥海IC間開通時に秋田方面出入口のみのハーフインターチェンジとなった。
計画および建設時の仮称は、現在と同じ遊佐比子ICであった。

## 歴史
- 2020年（令和2年）
  - 10月29日：IC名称が「遊佐比子IC」で正式決定[3]。
  - 12月13日：酒田みなとIC - 遊佐比子IC間開通に伴い、酒田方面の仮出入口を供用開始[3]。
- 2024年（令和6年）3月23日：遊佐比子IC - 遊佐鳥海IC間開通。酒田方面仮出入口を閉鎖、秋田方面出入口の供用開始[4][5]。

## 周辺
- 鳥海学園
- 旧青山本邸
- 藤崎郵便局

## 接続する道路
- 直接接続
  - 国道7号

## 隣
E7 日本海東北自動車道
(20) 酒田みなとIC - (21) 遊佐比子IC - (22) 遊佐菅里IC